# Wüstung Hohnstedt

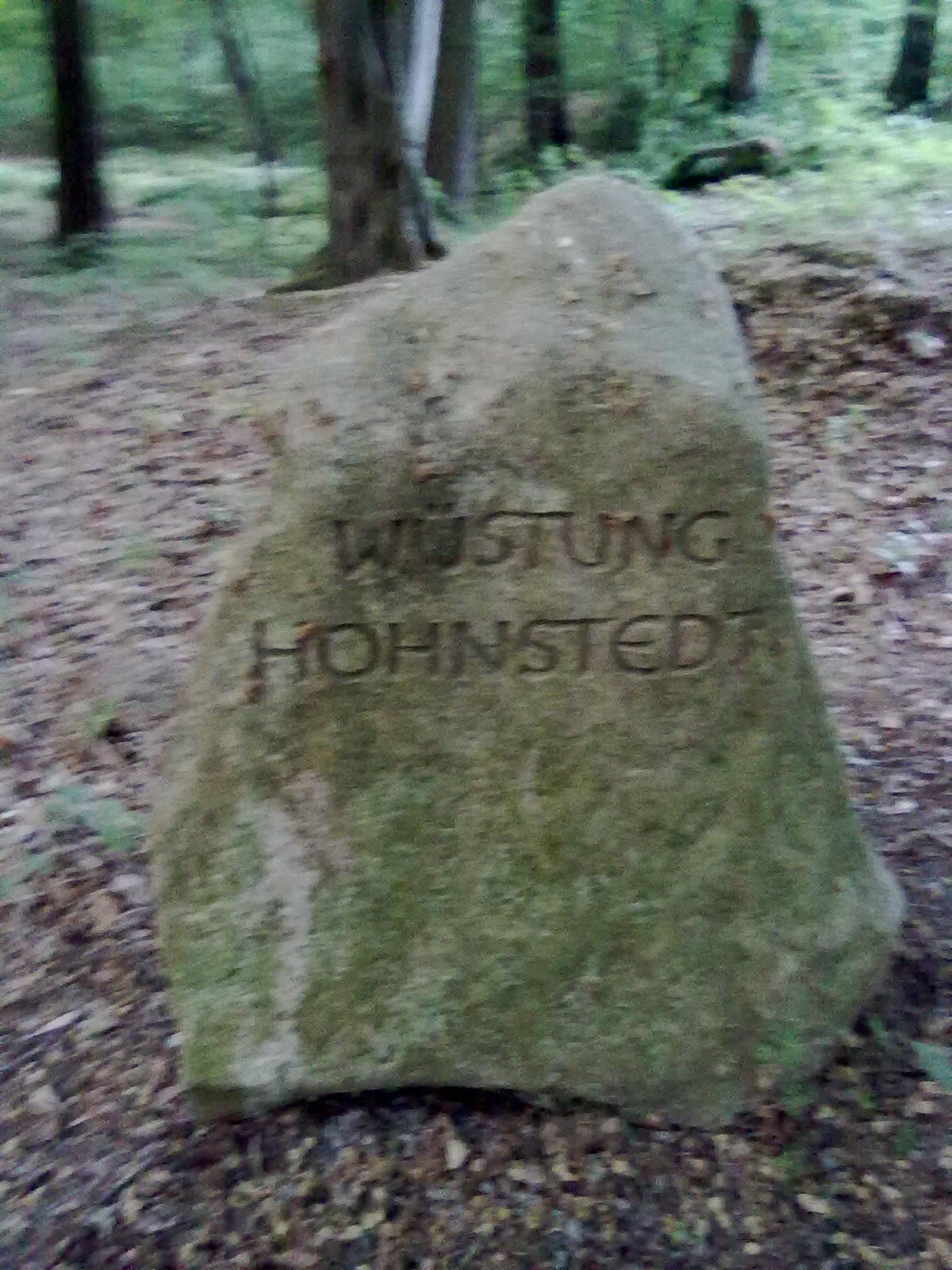
Findling an der Wüstung Hohnstedt

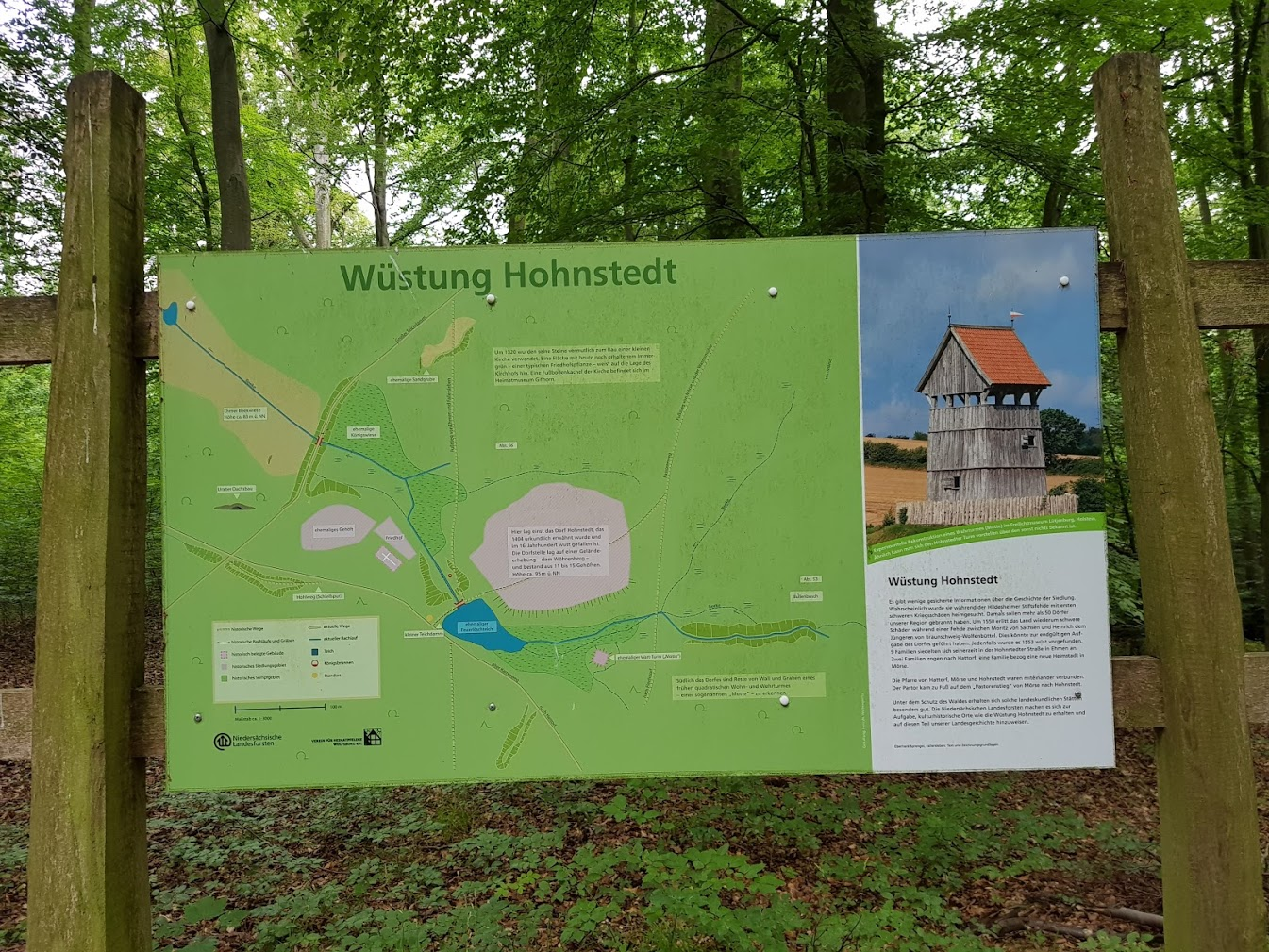
Informationstafel an der Wüstung Hohnstedt

Die  Wüstung Hohnstedt ist  eine wüst gefallene Siedlung im heutigen Landschaftsschutzgebiet Hohnstedter Holz, einem Waldgebiet im Südwesten Wolfsburgs in Niedersachsen.

## Geschichte
Die Dorfstelle bestand aus 11 bis 15 Gehöften und lag auf dem Wöhrenberg, einer Geländeerhebung. Während der Hildesheimer Stiftsfehde um 1520 sollen 50 Dörfer in der Region gebrannt haben, wobei das Dorf wahrscheinlich bereits Schaden erlitten hat. Die endgültige Wüstwerdung ist im Zusammenhang mit einer Fehde zwischen  Moritz von Sachsen und  Heinrich II. zu vermuten. Das Dorf Hohnstedt wurde 1553 wüst vorgefunden. Nachdem die Dorfstelle verwüstet worden war, siedelten sich 9 Familien in Ehmen  in der Hohnstedter Straße an und 2 Familien in Mörse.

## Überreste
Im Heimatmuseum von Gifhorn befindet sich die Fußbodenkachel einer Pfarrkirche, die 1322 vermutlich aus den Steinen eines quadratischen Wohn- und  Wehrturmes, einer sogenannten Motte gebaut wurde. An der früheren Ortsstelle erinnert ein Findling mit Inschrift an die Wüstung Hohnstedt.